# Присниц, Винценц
Винценц Присниц (чеш. Vincenc Priessnitz; 4 октября 1799[…], Есеник — 28 ноября 1851[…], Lázně Jeseník) — народный терапевт, один из основоположников современного водолечения.
Родился в семье крестьянина из Австрийской Силезии. В юности он подметил благотворное влияние холодной воды на лечение ран у животных. Случайно сломав себе 2 ребра при падении с лошади, он стал пользоваться холодными компрессами, а для фиксации ребер производил наивозможно глубокие вдыхания и достиг полного выздоровления вопреки предсказаниям врачей. С того времени он начал с успехом лечить водой и к 19-ти годам приобрёл такую славу, что приглашался к больным в Моравию и Богемию. В 1822 году Присниц ввиду возраставшего числа больных, прибывавших к нему в Греффенберг (ныне Есеник), устроил настоящую водолечебницу, приобретавшую всё больше и больше пациентов, несмотря на борьбу, которую ему приходилось вести с врагами. В 1829 году его официально обвинили в шарлатанстве, но так как суд не признал воду лекарственным веществом, то оправдал Присница. В 1839 году число посетителей его водолечебницы достигло 1700 человек. Отличаясь чрезвычайным умом и редкой наблюдательностью, Присниц, внимательно прислушиваясь к жалобам больных и тщательно следя за их состоянием, выработал почти все современные основные принципы водолечения. Так, например, он подметил благотворное влияние душей на разгорячённое тело, так как при таких условиях вызывается более сильная реакция. С этой целью он заставлял больных предпринимать значительные прогулки до душа. Точно также он подметил влияние повышенного давления струи воды, для чего воспользовался ключом, вытекавшим из склона горы, к которому приспособил жёлоб, так что вода падала на больного с высоты 15 футов. Присниц не оставил никаких сочинений о своём лечении, но оно изложено в трудах многочисленных врачей, приезжавших к нему изучать гидротерапию. За свои заслуги благодарное население Греффенберга воздвигло Присницу памятник.